# 髙橋篤史 (数学者)
髙橋 篤史（たかはし あつし、1975年 - ）は、日本の数学者。大阪大学大学院理学研究科数学専攻教授。専門は複素幾何学、数理物理学。

## 経歴
1998年、京都大学大学院理学研究科数学・数理解析専攻修士課程修了。2000年より京都大学数理解析研究所助手。2004年、京都大学より博士（理学）の学位を取得。
2007年より大阪大学大学院理学研究科・理学部准教授となり、2014年に同教授。
「特異点理論におけるミラー対称性の研究」により、2010年には日本数学会賞建部賢弘特別賞、2012年には「科学技術分野の文部科学大臣表彰若手科学者賞」を受賞。

## 著書
- 『弦理論の代数的基礎 : 環・加群・圏から位相的弦理論, ミラー対称性へ』（サイエンス社、臨時別冊・数理科学 SGCライブラリ89、2021年）
- 『原始形式・ミラー対称性入門』（岩波書店、2021年）